# Mad Dog
«Mad Dog» o Mad Dog God Dam es el primero y único sencillo de la banda británica de britpop Elastica de su segundo álbum The Menace.
Justine Frischmann dijo en una entrevista: "Yo estaba tratando de aprender a usar Cubase (un programa de secuenciación). Dave Bush, nuestro programador y teclista, lo programó y lo dejaron correr en el Cubase y pasamos un día haciendo 'Mad Dog' y se me ocurrió, el ritmo del tambor y el ruido del perro y esas cosas. Así que eso es algo de primera vez en la programación.
"Me gustó la idea del álbum comenzando con los ladridos de los perros. Me pareció apropiado, es una canción positiva, que fue lo primero que la banda de esta forma, se juntaron a trabajar juntos.
Se trata de elegir uno mismo y seguir adelante con ello.

## Canciones

### CD sencillo 1
1. Mad Dog
2. Suicide
3. Bush Baby

### CD sencillo 2
- Enhanced CD

1. Mad Dog - awayTEAM mix
2. Mad Dog - Ashley Beedle mix
3. Mad Dog
4. Video of Mad Dog

### 7"
1. Mad Dog
2. Suicide

- CD 1 y 2 Fotografía por M. Arulpragasm (M.I.A.). Artwork por M. Arulpragasm(M.I.A.)/S. Loveridge/Anonymous Diseño.[2]
- Mad Dog, mezclado por Phil Vinall, producido por Elastica, Marc Waterman[3]
- Suicide, mezclado por Mark Aubrey, Producido por Elastica
- Bush Baby mezclado y grabado por Justine Frischmann, Loz Hardy[4][3]

## Videoclip
Se muestra a la banda tocando en conciertos, gente bailando y Justine cantando la canción. Este video fue dirigido por M.I.A..